# 黛灰蝶屬
黛灰蝶屬（學名：Deloneura）是灰蝶科圓灰蝶亞科琳灰蝶族中的一個屬。物種分佈於非洲熱帶乾濕季氣候區。

## 物種
- Deloneura barca
- 黛灰蝶 Deloneura immaculata†
- 米黛灰蝶 Deloneura millari
- Deloneura ochrascens
- 塞黛灰蝶 Deloneura sheppardi
- 棕下黛灰蝶 Deloneura subfusca